# فرنسيسكو غيريرو بيريز
فرنسيسكو غيريرو بيريز (بالإسبانية: Francisco Guerrero Pérez) هو قاتل متسلسل مكسيكي، ولد في 1840 في Bajío ‏ في المكسيك، وتوفي في 1910 في Palacio de Lecumberri ‏ في المكسيك.